# Bill Lockyer
Pour les articles homonymes, voir Lockyer.
William Westwood Lockyer dit Bill Lockyer, né à Oakland (Californie), le 8 mai 1941, est un avocat homme politique américain membre du Parti démocrate.
Lockyer commence sa carrière politique comme représentant à l'Assemblée de l'État de Californie pour le 14e district de 1973 à 1982 puis est élu au Sénat de l'État pour le 10e district la même année ; il reste en poste de 1983 à 1998 et est président pro tempore du Sénat entre 1994 et 1998.
Il se présente et est élu par la suite au poste de procureur général de Californie. Il entre en fonction le 4 janvier 1999 et le reste jusqu'au 8 janvier 2007 après avoir été réélu pour un second mandat en cohabitation avec le gouverneur républicain Arnold Schwarzenegger. Le même jour, il prête serment comme trésorier d'État après avoir été élu à ce poste en 2006. Il le quitte le 5 janvier 2015 et se met alors en retrait de la politique. Lockyer reste connu pour son franc parler, ce qui lui a parfois valu quelques critiques.